# Ронда (тайфа)
Тайфа Ронда (исп. Taifa de Ronda) — средневековое мусульманское государство на юге современной Испании, существовавшее в 1039-1065 годах. В 1065 году тайфа Ронда была завоёвана более сильной тайфой Севильей.

## Правители тайфы Ронда
- Яфраниды
  - Абу Нур Хилал (1039/1040-1053/1054)
  - Бадис (1053/1054-1057/1058)
  - Абу Нур Хилал (1057/1058) (реставрация)
  - Абу Нарс Фатух (1057/1058-1065)
- под контролем тайфы Севильи (с 1065)